# Myrsine cheesemanii
Myrsine cheesemanii là một loài thực vật có hoa trong họ Anh thảo. Loài này được (Hemsl. ex Mez) Fosberg & Sachet mô tả khoa học đầu tiên năm 1975.